# Tecnópolis
Tecnópolis es una megamuestra de ciencia, tecnología, industria y arte, con sede en Argentina, y la más grande de América Latina, que se realiza de julio a noviembre de cada año a partir de 2011. Su predio principal se halla en el límite entre la Capital y la Provincia de Buenos Aires, a metros de la Avenida General Paz y Constituyentes en la localidad de Villa Martelli, Partido de Vicente López, cercana al Parque Sarmiento, de la Capital Federal.

## Historia

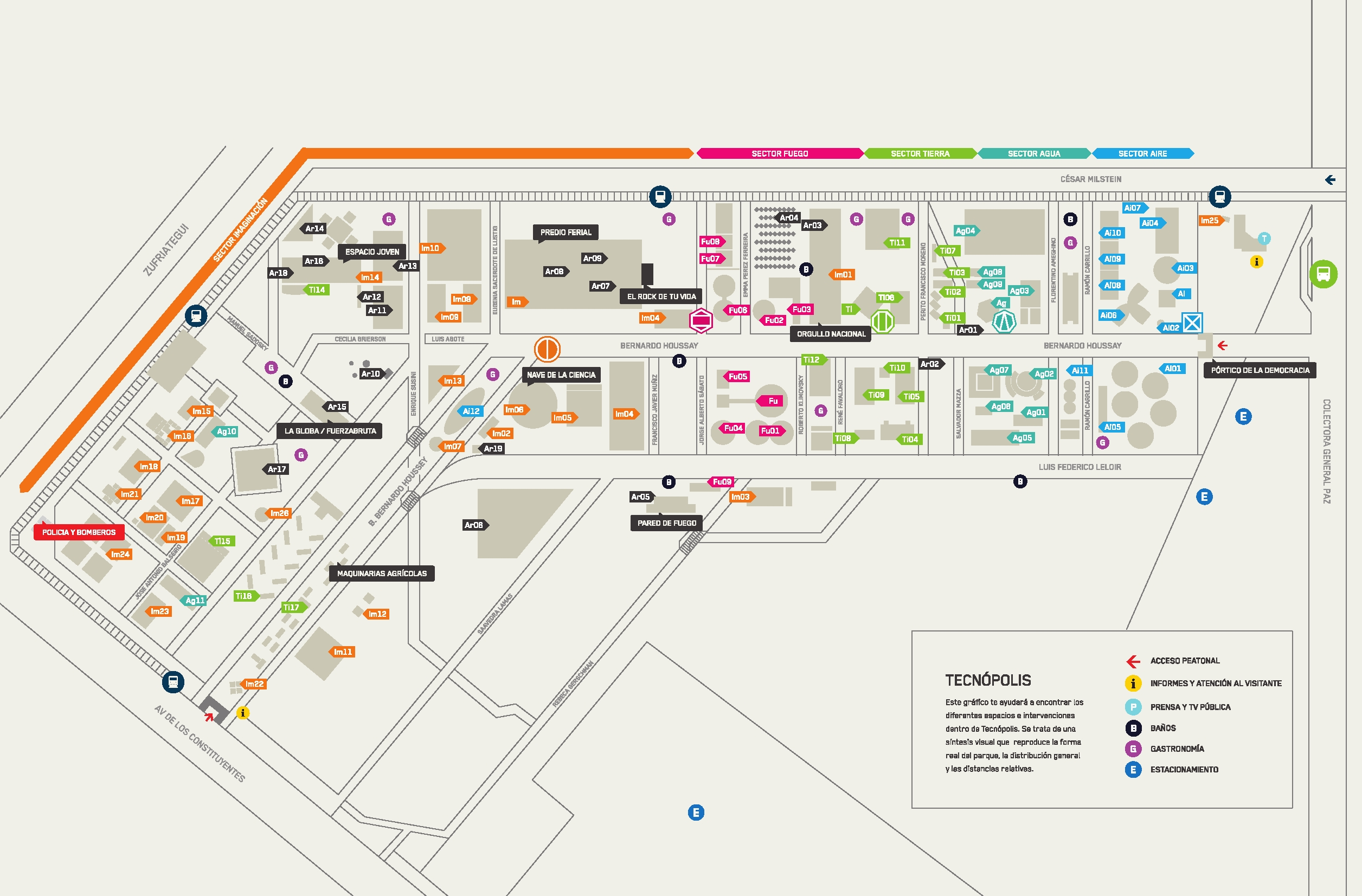
Mapa de Tecnópolis 2011.

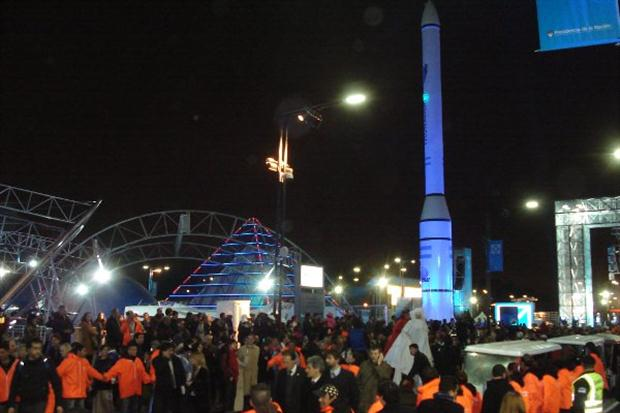
Entrada a Tecnópolis 2011, se observa la Pirámide y el cohete-lanzadera espacial Tronador II.

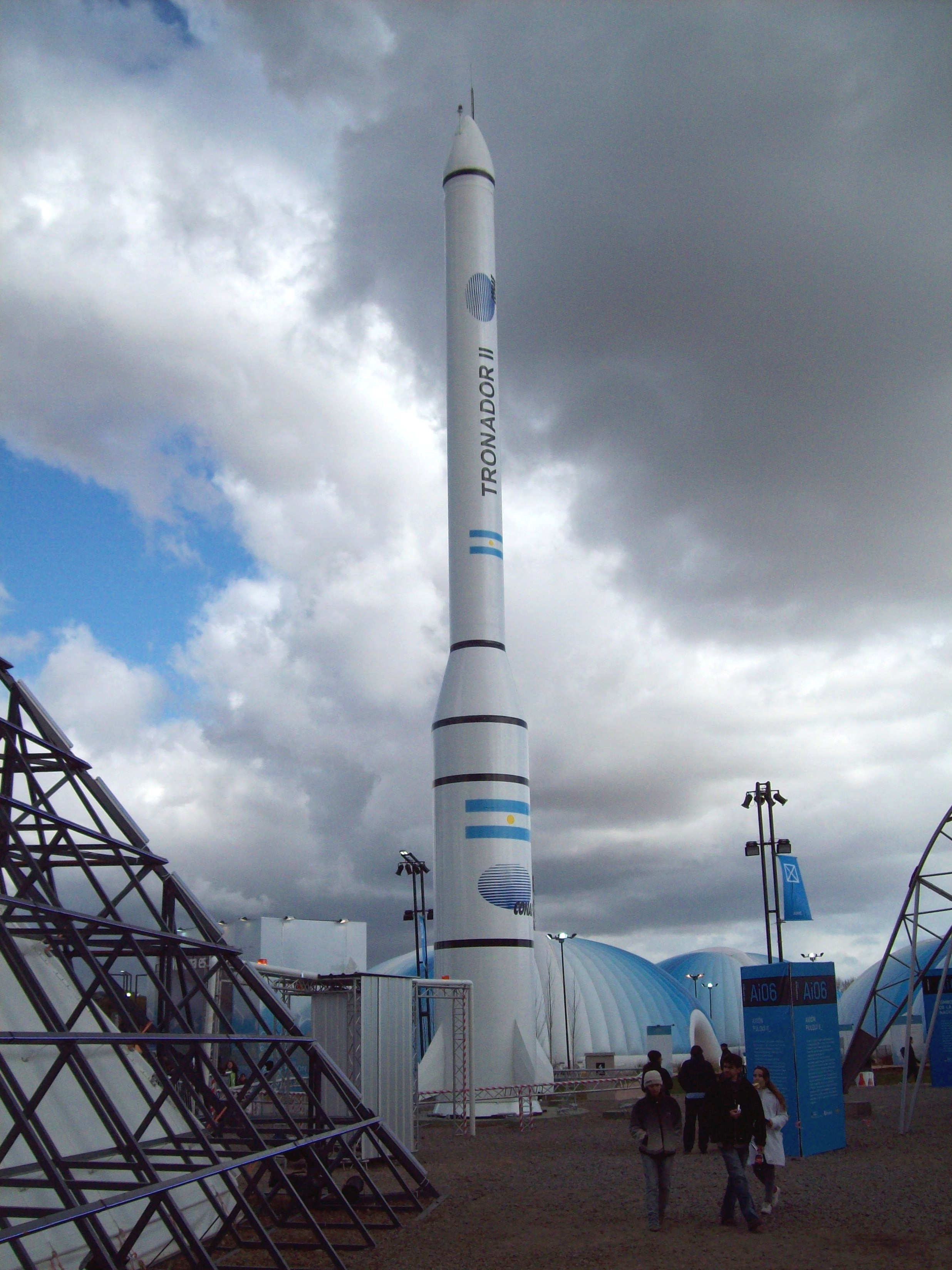
Cohete Tronador II.

Inicialmente, Tecnópolis estaba planeada para realizarse en la ciudad de Buenos Aires, luego de los festejos del Bicentenario de Argentina. La megamuestra fue concebida como el final de las celebraciones del Bicentenario que organizó el gobierno nacional durante 2010, y se inauguraría el 19 de noviembre de 2010 en la ciudad de Buenos Aires por el Día de la Soberanía, aniversario de la batalla de la Vuelta de Obligado, en la zona de parques de la avenida Figueroa Alcorta.
Sin embargo, en octubre de 2010, el entonces Jefe de Gobierno de la Ciudad de Buenos Aires, Mauricio Macri, negó la habilitación de dichos predios, aludiendo que colapsaría el sistema de transporte de la ciudad durante la prolongada muestra.
El gobierno nacional decidió reubicar la muestra en un predio de cincuenta hectáreas en la provincia de Buenos Aires, localizado en Villa Martelli, Vicente López, ubicado junto a la colectora de la Avenida General Paz. En ese predio, parte de la antigua chacra de Saavedra, se encontaraba el Batallón 601 de ejército, Logístico 10, en 1930. 
El lugar fue totalmente reconvertido y actualmente la mayor parte de sus terrenos corresponde al Parque del Bicentenario, sede de la muestra Tecnópolis.
Fue sede de los Juegos Olímpicos de la Juventud Buenos Aires 2018.

## Edición 2011: «Decir presente Mirando al Futuro»
La exhibición 2011 contó con más de 100 stands organizados en cinco continentes: Agua, Tierra, Aire, Fuego e Imaginación. Estos llevaron a los visitantes hacia diferentes vertientes y prácticas del pasado, presente y futuro científico argentino. Para hacer más educativo este repaso histórico, se instaló una línea de tiempo expresada en carteles con hitos de las conquistas locales en el mundo de la ciencia.
Al ingresar al predio se encontraba el mismo estandarte utilizado por el grupo FuerzaBruta durante los festejos del Bicentenario de Argentina. El mismo funciona hasta el día de hoy como arco de entrada al Parque del Bicentenario. Este grupo también utilizó un domo donde se presentó el show Paredes de Fuego. Además de la participación de este grupo, se realizaron shows musicales en vivo en el predio, incluyendo a los grupos Urraca, Pablo Montiel, Los Tipitos, La Mancha de Rolando, Bersuit Vergarabat, Dante Spinetta, entre otros.
La exhibición incluyó charlas y disertaciones científicas dirigidas al público en general. Algunos de los científicos que participaron son Vicente Barros, Nora Sabelli, Gonzalo Zabala, Alberto Saal, Sebastián Kadener, Roberto Etchenique, Lino Barañao, Ariel Arbiser, entre otros.
Además, en el predio se instaló un kilómetro y medio de vías, que permitieron circular a un tren destinado a recorrer la feria de un extremo a otro, con cuatro estaciones en diferentes puntos de la muestra. Dicho tren es de íntegra construcción en el país, con tecnología de punta, realizado por la ADIFSE. Cuenta con la misma carrocería de un colectivo, es ultraliviano, no requiere vías especiales, cuenta con caja automática y motor diésel. Actualmente, dicho modelo se utiliza en varias localidades del país como servicio regular.

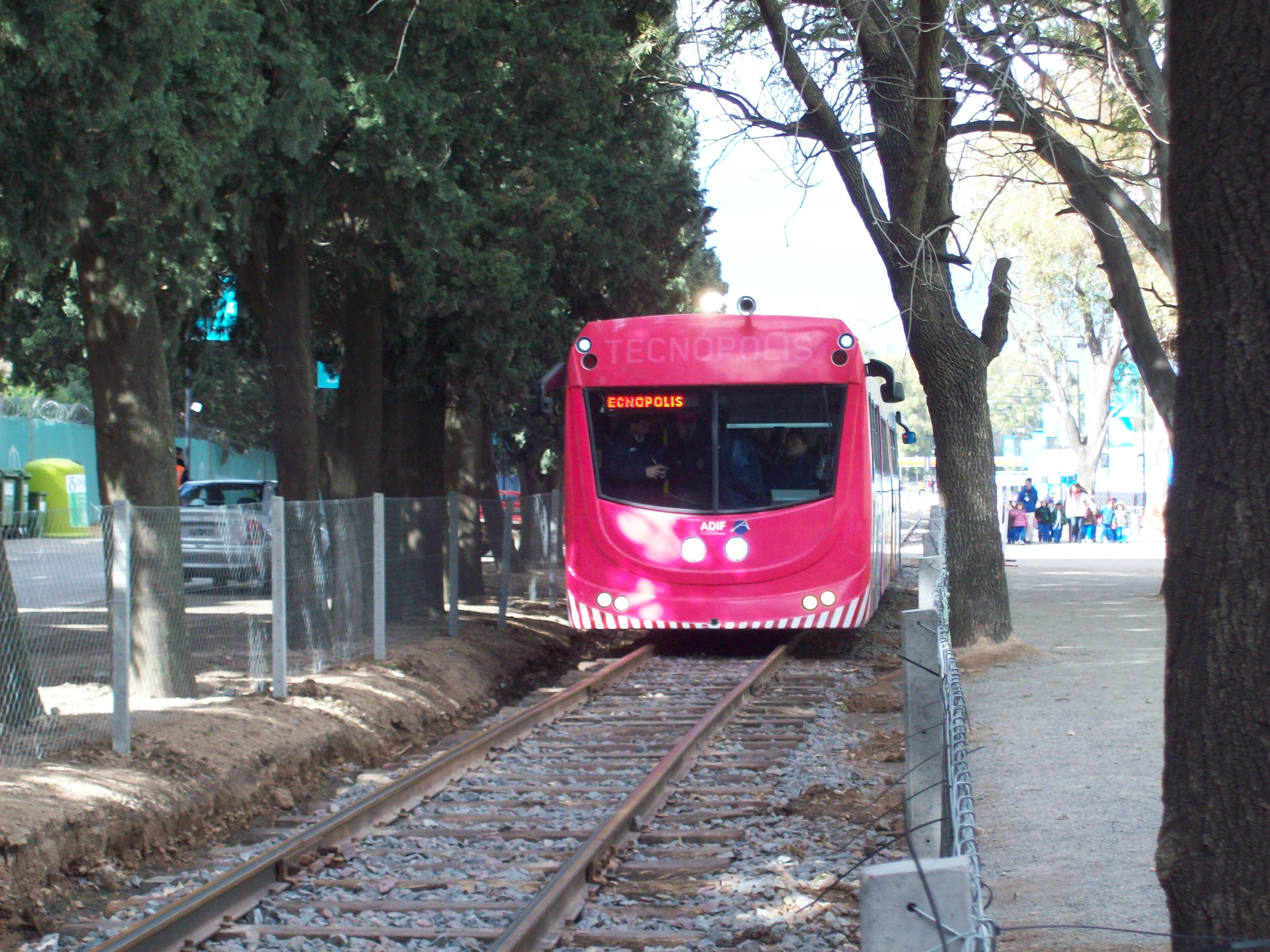

Los pabellones Núcleoeléctrica Argentina S.A. (NASA), Simulador Nuclear, CNEA, Hielos Continentales y Messe Frankfurt fueron diseñados por el estudio de arquitectura Blaustein-Tallon, y en la construcción del complejo participaron cerca de 300 contratistas, entre los cuales se destacó Electroingeniería.

### Agua
El Continente Agua estuvo compuesto por 11 stands: Agua, ambiente, desarrollo sustentable, El faro de la naturaleza, Yacyretá, el fin de la historia, Hielos argentinos, El elemento esencial, Biodiversidad, la riqueza natural, Casa del agua: diseño participativo, Agua: desarrollo y vida, Tandanor, gigante recuperado, Anfibio a oruga: mar y tierra, Ampliar fronteras y Puertos y vías navegables.

### Tierra
El Continente Tierra estuvo compuesto por 18 stands: El cubo de la naturaleza, el arte y la tecnología, VLEGA Gaucho: el todo terreno del Mercosur, Una familia de blindados, Radares: avance estratégico, Generando recursos, reduciendo desechos, Innovación por la identidad y la memoria, Vivienda: inclusión social, Súper cultivos del mercosur, Biotecnología y ornamentación, Mercado federal: empleo y calidad de vida, Heroína del desierto chileno: la cápsula Fénix II, Sembrando valor, cosechando futuro, Plaza de la paz, Unir al país, Dinosaurios: los gigantes argentinos, Seguridad y soberanía alimentaria, El tren de la historia, Paseo de las MAQ y Bio Sidus - tambo farmacéutico.

### Aire
El Continente Aire estuvo compuesto por 12 stands: Argentina en el espacio, El mañana es hoy, Puerta de ingreso al universo, Descifrando el universo, La experiencia de volar, Mayor tecnología, menor contaminación, Símbolos de la aviación nacional, Helicópteros. Los nuevos, los que se modernizan, Zona creativa Intel, Brasil: ciencia e innovación, Los aviones no tripulados de Argentina, Plaza de la luz y Parque astronómico: el otro cielo.

### Fuego
El Continente Fuego estuvo compuesto por 9 stands: Hacemos energía nuclear, El ciclo de combustible atómico, Laboratorios nacionales, Energía del futuro, Experiencia Atlas, Torre de Eling, Del deporte social al alto rendimiento, Plaza de los misiles, Centro de simuladores y Centro de entrenamiento móvil.

### Imaginación
El Continente Imaginación estuvo compuesto por 26 stands: Orgullo Nacional: industria y trabajo argentinos, Municipio digital, Tecnología al servicio de la inclusión, Ciencia, tecnología y vida cotidiana, Salud pública, tecnología de punta, La nave de la ciencia, Tecnópolis TV, La aventura de la nanotecnología, Galpón de la educación, Parque skate, La identidad que recibimos, la identidad que legamos, Ciencia 2.0, Plaza de la memoria, Divino tesoro: espacio joven, Santa Cruz es energía, Historia y servicios del Banco Nacional, Aluminio: puente al futuro, Provincia de Misiones, El porvenir de la bancarización, Yamaha: vivilo, Integración comunitaria: presente y futuro, El boleto electrónico argentino, Simulación de choques: el mundo de los dummies, Megacircuito didáctico de educación vial, La radio pública, IUNA.
La edición conto con la participación del grupo de percusión "Choque Urbano", el Regimiento de Granaderos a Caballo y los integrantes del colegio N° 366 de la provincia de Jujuy. Al dia siguiente se dio lugar a la reapertura del parque, en que asistieron más de 32 mil personas. El día 28 de julio, último día de receso escolar de invierno, la feria tuvo su récord de visitas desde su apertura en 2011, con una cifra cercana a las 200 mil personas y completando el millón de visitantes en sus primeras dos semanas.
La muestra contó con la participación de 164 empresas (39 empresas más que su edición anterior) y tuvo como principal invitado a la República Federativa del Brasil, que participó con un imponente stand en la entrada del parque.
En esta edición, a diferencia de sus anteriores, se decidió no dividir a la muestra en distintos parques, pero sí generar sectores que contaran con varias atracciones. Es así que en esta ocasión se crearon "10 grandes atracciones", entre las que se encontraron "Ciencia para todos", "Rockópolis" y "Madre Tierra", además de los stand 
convencionales.

### Críticas
Esta edición de Tecnópolis despertó polémica por su realización durante la campaña electoral porteña.

## Edición 2012: «Energía para Transformar»

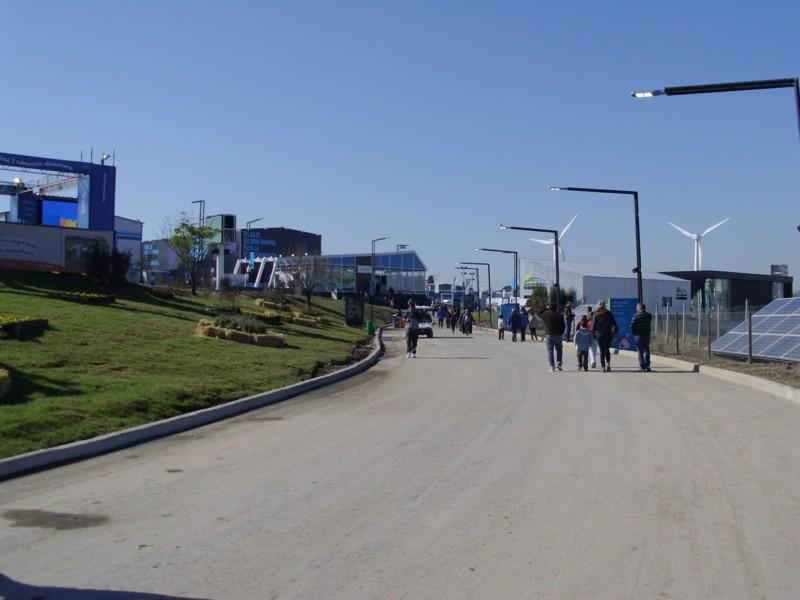
Tecnópolis 2012, Parque de la energía

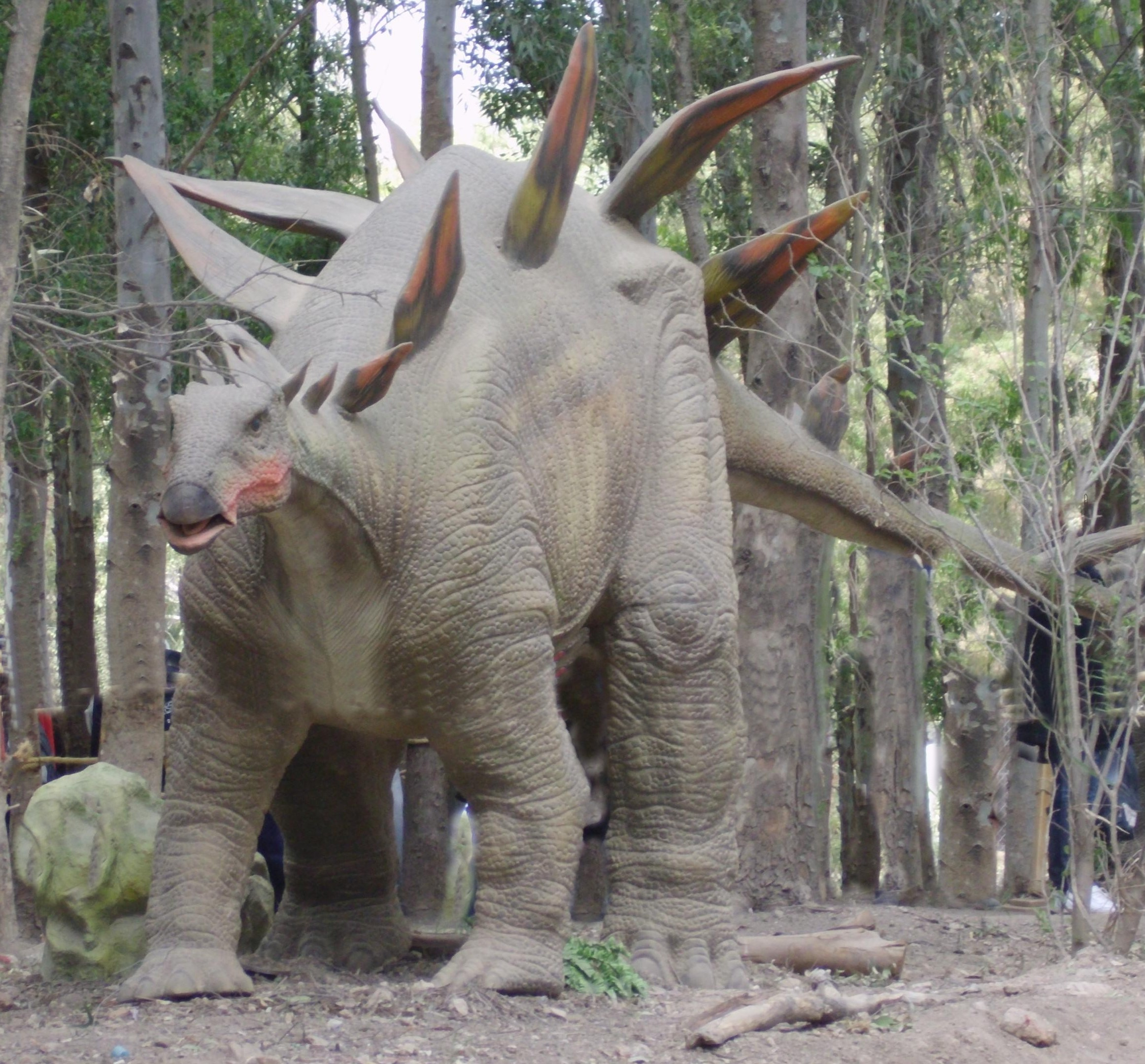
Tecnópolis 2012. Bioparque - Tierra de Dinos

El 12 de julio de 2012, la presidenta Cristina Fernández anunció oficialmente por cadena nacional la reapertura de la muestra el sábado 14 de julio, a tiempo con el comienzo del receso escolar de invierno. A diferencia de la edición 2011, Tecnópolis se dividía esta vez en 10 espacios temáticos a los que se denominó «parques» en lugar de los cinco «continentes» de la edición anterior.
La reapertura incluyó una importante expansión y remodelación, con nuevos caminos y calles asfaltadas, parquización, ampliación del espacio de la muestra y estacionamiento, y la construcción de servicios sanitarios. La entrada a la muestra continúa siendo libre y gratuita. El lema de esta edición, "Energía para Transformar", hacía alusión a la entonces reciente adquisición por parte del Estado Nacional de la petrolera YPF, empresa que estuvo presente en la muestra a través de un simulador de excavaciones.
La versión 2012 de Tecnópolis contó con la participación de 125 empresas privadas, abarcando una importante variedad de rubros.
Es de destacar la presencia de la Universidad de Buenos Aires, que otorgó información sobre todas las carreras que se dictan, inscripción al CBC, y vocaciones. y puso a disposición sus móviles de asistencia odontológica, el móvil sanitario, y la muestra itinerante del museo de la deuda externa.
La muestra incluía en esta oportunidad al Parque de la Energía, de 33 atracciones, incluido el simulador de extracción de petróleo de YPF; el Parque Industria Argentina, con 8 atracciones entre las que se destacaron el "Pabellón Orgullo Nacional, Plan Estratégico 2020" y "Hecho con Diseño", donde se pudieron apreciar distintos ejemplares de diseño argentino aplicado a distintos artefactos; el Parque Solar contaba con paneles solares que generan una parte de la energía del parque; el Parque del Conocimiento, con 30 atracciones que incluían stands de varias universidades, un simulador del Terremoto de San Juan y un gigantesco pabellón de las matemáticas; el Bioparque, con 5 atracciones entre las que se encuentra "Tierra de Dinos", un parque con dinosaurios robotizados y otras cosas relativas a la paleontología; La Plaza Belgrano, un sector de dos hectáreas rodeado de 200 banderas argentinas y un Centro de Interpretación; Mundo Joven, 8 atracciones que incluyen un inmenso "Skate Park", un estudio musical, un galpón para recitales y un stand de la Universidad de Buenos Aires; el Bosque de Juegos, 4 plazas de diferentes temáticas: Natuplaza, Plaza Galaxia, La Plaza Arcor y Juegos sonoros, plaza de sonidos; El Parque del Movimiento, por su lado, incluía stands de distintas empresas automotrices que operan en Argentina, marcas de maquinaria agrícola, sectores para educación vial, trenes, 2 pabellones de la CONAE y un show de BMX; y por último, la Manzana de la Integración contaba en esta ocasión con 7 stands relativos al gobierno, el estado y la seguridad social en Argentina.
Con la participación del grupo de percusión "Choque Urbano", el Regimiento de Granaderos a Caballo y los integrantes del colegio N° 366 de la provincia de Jujuy. Al dia siguiente se dio lugar a la reapertura del parque, en que asistieron más de 32 mil personas. El día 28 de julio, último día de receso escolar de invierno, la feria tuvo su récord de visitas desde su apertura en 2011, con una cifra cercana a las 200 mil personas y completando el millón de visitantes en sus primeras dos semanas. 
La muestra contó esta vez con la participación de 164 empresas (39 empresas más que su edición anterior) y tuvo como principal invitado a la República Federativa del Brasil, que participó con un imponente stand en la entrada del parque. Semanas después fueron invitados biólogos y científicos a charlas debate en la misma.

## Edición 2013: «El desafío del Conocimiento»

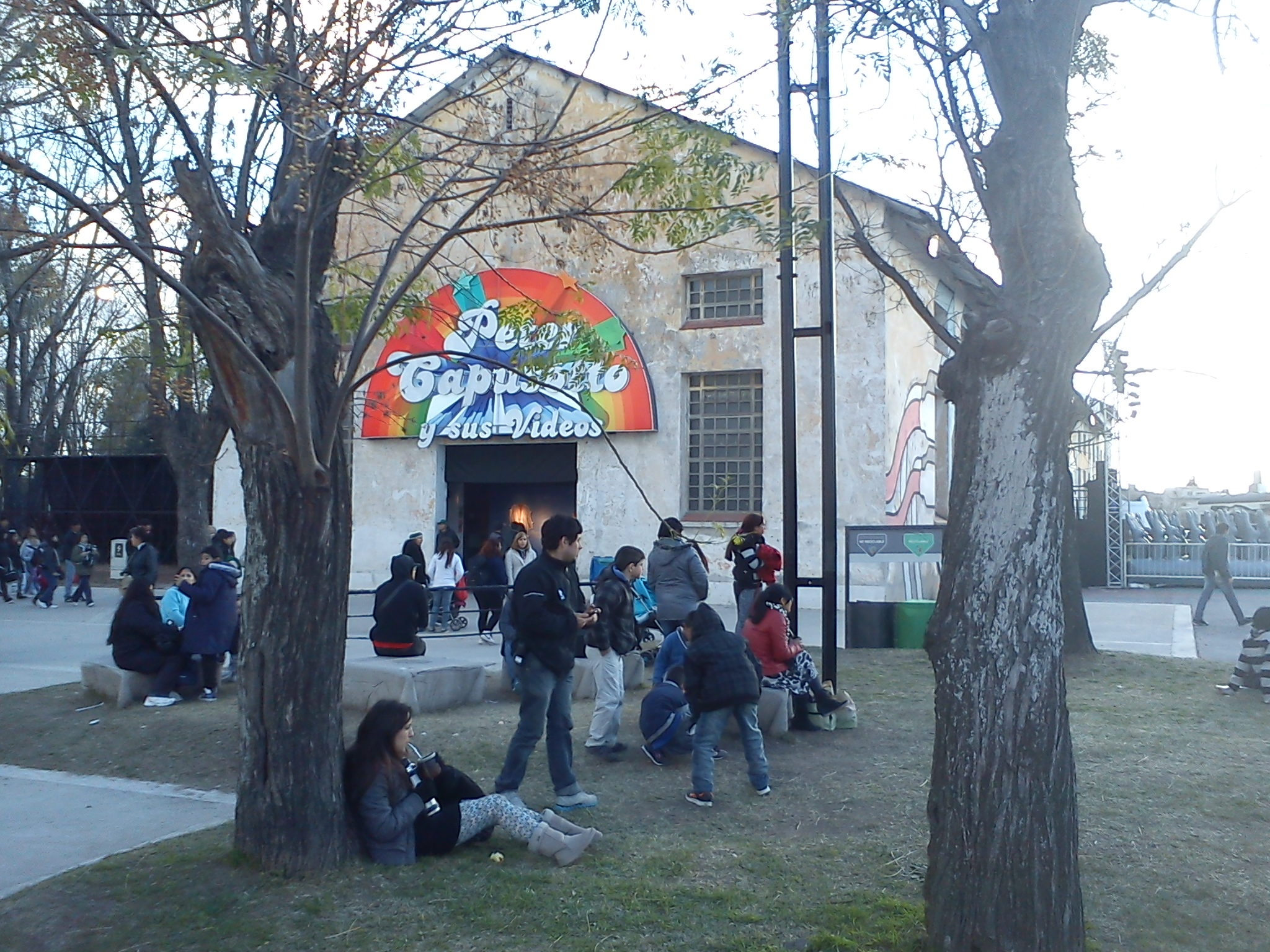
Pabellón reutilizado para el sector joven de Tecnópolis 2013

El 12 de julio de 2013 la presidenta Cristina Fernández de Kirchner dejó inaugurada la tercera edición de la megamuestra, con participación de 164 empresas privadas, 100 espacios para visitar y la primera participación de un país invitado, Brasil, que contó con un imponente stand.
En esta ocasión se optó por dejar de lado la sectorización de la muestra en distintos parques temáticos, pero en su lugar se decidió que haya 10 atracciones principales, entre ellas, el novedoso "Acuario Argentino". Además, el gigantesco Predio Ferial fue renovado y expandido, y se exhibieron shows musicales de impactante despliegue artístico y escenográfico, como "El Asombroso Musical de Zamba con San Martín"

### Atracciones Principales
Zona Videojuegos: Una red de computadoras y consolas para jugar videojuegos de todas las épocas, las novedades de videojuegos traídas por las grandes compañías y distintos desarrollos locales estuvieron presentes en este sector. Además hubo torneos, talleres y conferencias relacionadas al mundo virtual.
Madre Tierra: Desarrollos en ingeniería genética y en la industria agropecuaria, con un stand del INTA y animales de campo en exposición.

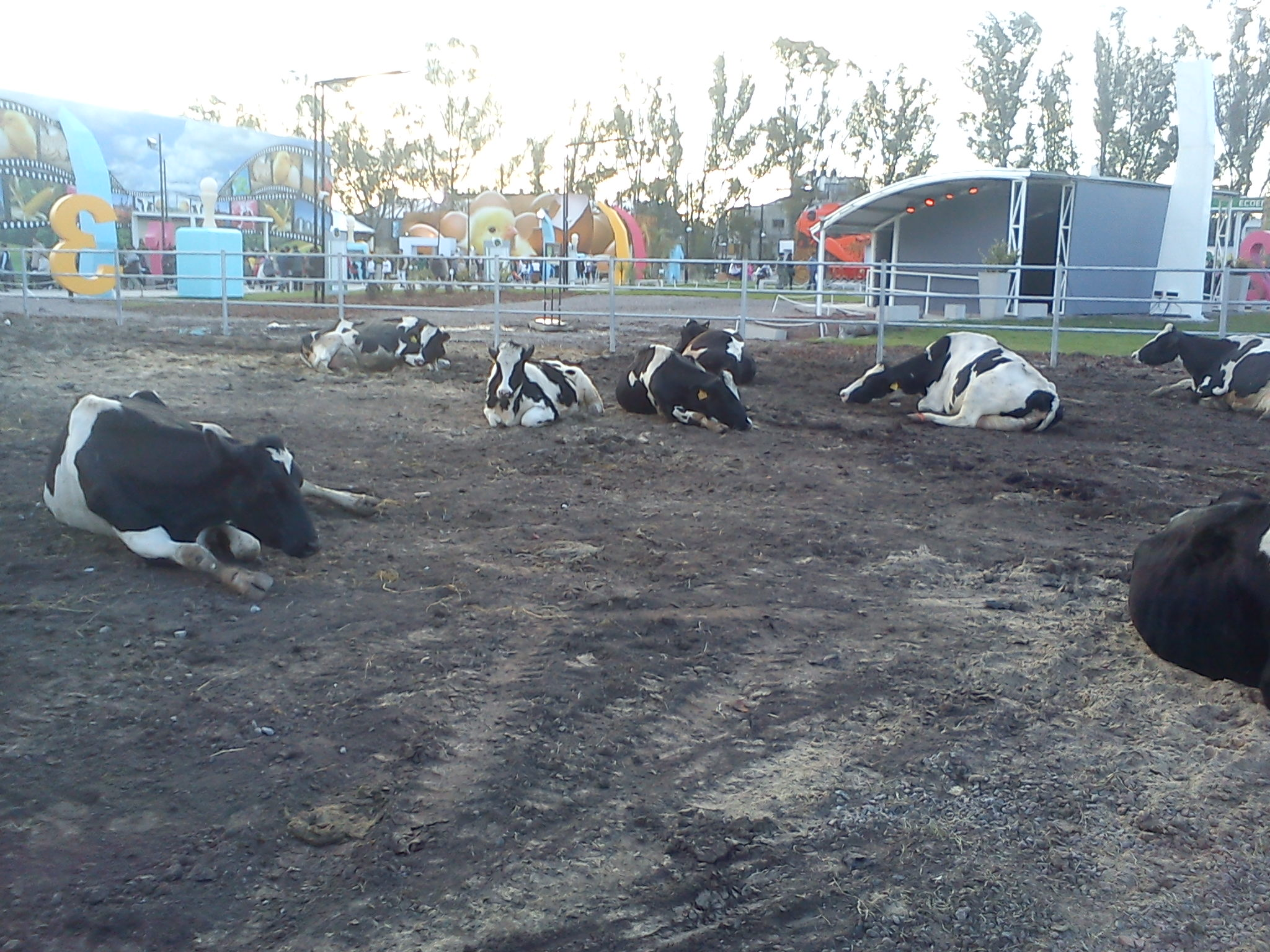
Vacas en Tecnópolis

Rockópolis: Un espacio destinado a la historia del Rock nacional, un museo de Peter Capusotto y sus Videos, un inflable simulando el público de un estadio, estuvieron presentes en este sector. 

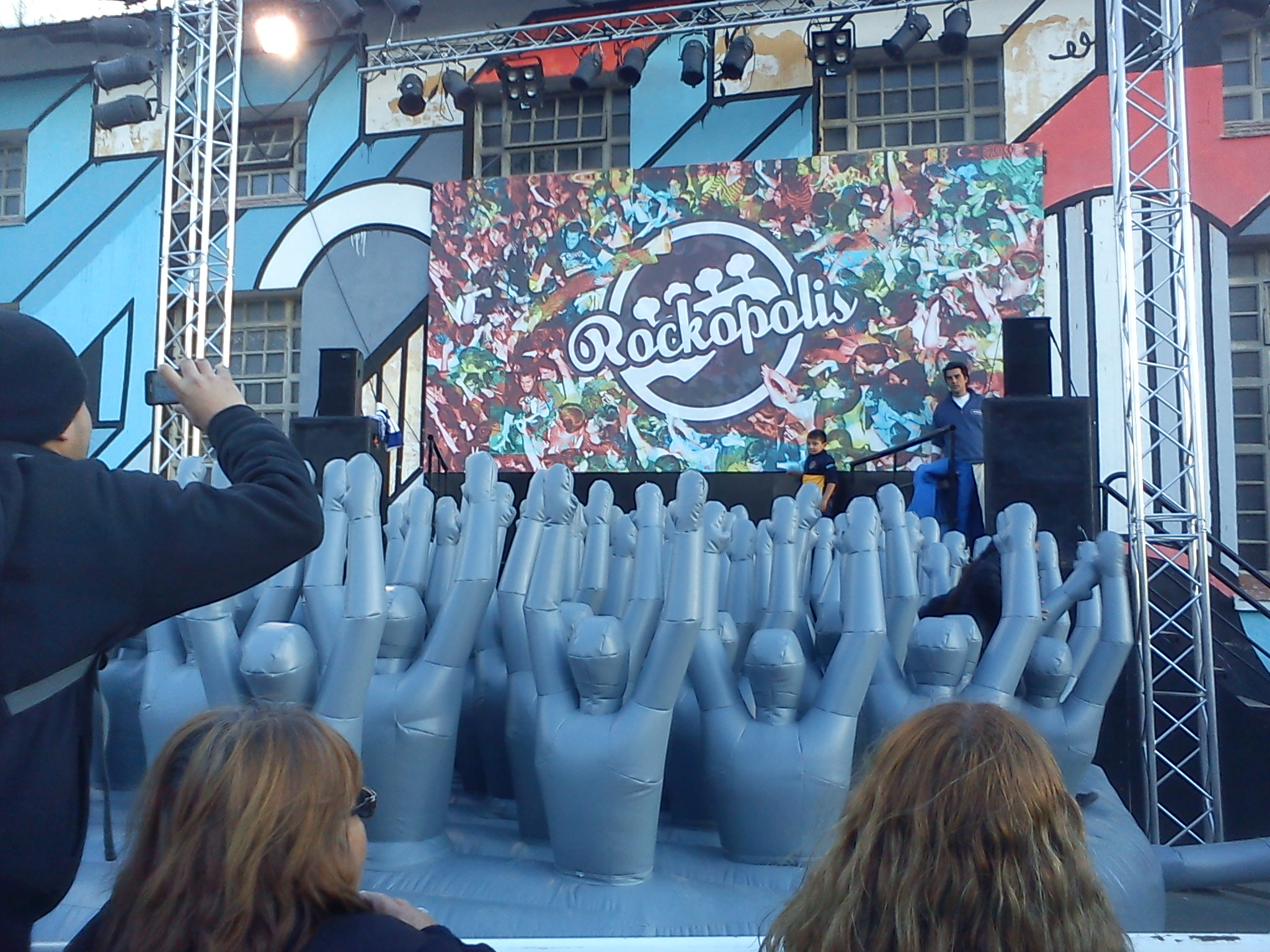
Escenario con público inflable en el sector Rockópolis de Tecnópolis

Fábrica de sonidos: Un sector al aire libre con distintos elementos urbanos que fueron reutilizados y convertidos en instrumentos de percusión y de viento, donde la banda "El Choque Urbano" realizaba shows y talleres para el público del parque.
Acuario Argentino: Un acuario con gran variedad de especies marinas autóctonas y de todo el mundo, que logra sumergir al visitante en una experiencia única, gracias a su gigantesca red de tubos de acrílico y tanques de agua que permiten que los peces y tiburones rodeen a la gente. Se accede por turnos y con un guía especializado.
Tierra de Dinos: La atracción estrella de ediciones anteriores, esta vez fue expandida y mejorada, con dos mil metros cuadrados adicionales y 10 especies más que la anterior. En esta ocasión "Tierra de Dinos" fue ambientada en la era mesozoica y tuvo como protagonista a un ejemplar de 35 metros de largo.
Evolución Humana: Un extenso recorrido techado que mostraba el proceso evolutivo de 6,5 millones de años, al que se podía acceder por cuenta propia o con visita guiada. El visitante se desplaza por diferentes sectores que imitan distintas condiciones ambientales y climáticas. El recorrido finaliza con una exposición sobre el cuerpo humano.
Ciencia para Todos: Inmenso predio con juegos matemáticos diseñados por Adrián Paenza, actividades de física, nanotecnología y robótica, con gran presencia de expertos explicando al público de forma didáctica y por medio de los elementos y estructuras del pabellón.
Pasiones Argentinas: Un sector que permite al visitante participar e interactuar con momentos y personajes del deporte argentino, a través de juegos, proyecciones, hologramas y charlas deportivas. El gol del siglo, Juan Manuel Fangio, Lionel Messi, fueron algunos hechos y personajes presentes a través de la exposición.

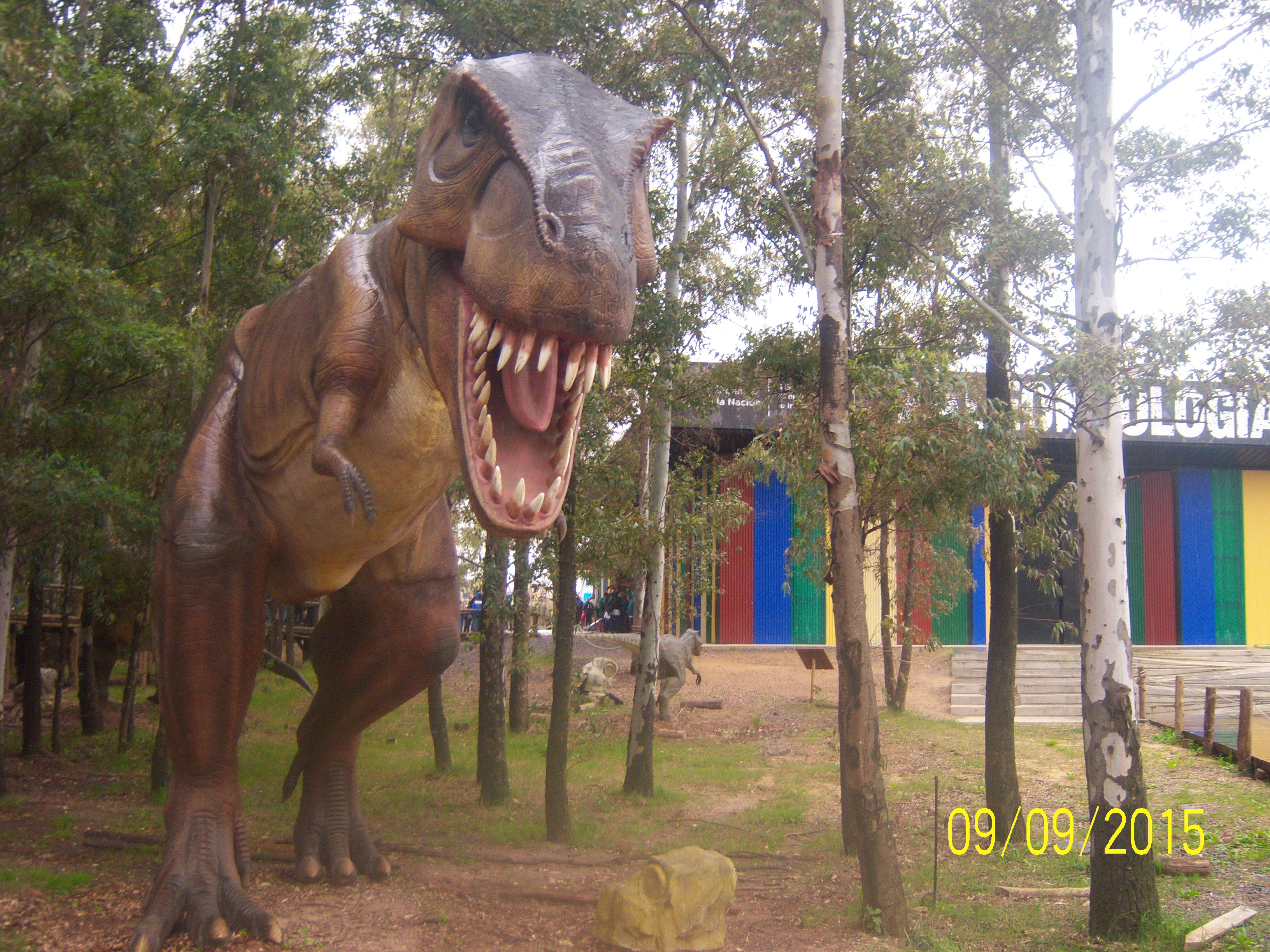
Tierra de Dinos. Rex 2015

Mundo Zamba: Mini parque temático infantil educativo que posee una calesita, un laberinto, un "samba" mecánico y en el que están presentes los diferentes próceres argentinos y los personajes del programa de televisión La asombrosa excursión de Zamba, que puede ser visto en una pantalla gigante. Además posee atracciones relacionadas con la historia, las Bellas Artes, la paleontología, la astronomía y la música.

## Edición 2014: «Un mundo por descubrir»
La cuarta edición de Tecnópolis fue inaugurada el 16 de julio de 2014, por primera vez sin la presencia de la Jefa de Estado, debido a problemas de salud. Quien se hizo presente en representación de la Presidenta fue el entonces Jefe de Gabinete de Ministros, Jorge Capitanich. La megamuestra continuó sumando empresas, esta vez 200 compañías participarían de la misma.
Esta vez la feria se encontraba clasificada en ocho recorridos distribuidos por todo el parque. En esta ocasión las atracciones presentaron algunas renovaciones, como en el caso del Acuario Argentino y de Aerolíneas Argentinas, la experiencia de volar.
Ese año la muestra contó con la presencia de muestras de cinco países: India, Alemania, EEUU, China y Francia, y la de la Universidad de Buenos Aires, la cual expone los últimos adelantos tecnológicos, inventos, transferencia, extensión, investigación aplicada, información sobre todas las carreras que se dictan, inscripción al CBC, y vocaciones.

## Tecnópolis Federal
Tecnópolis Federal denominó a la versión itinerante de la tradicional muestra, que recorre distintos puntos del país.
- Salta: 3 al 20 de junio de 2016[30]
- Santiago del Estero: 19 de septiembre al 5 de octubre de 2016[31]
- La Rioja: 10 al 26 de noviembre de 2016[32]
- Posadas: 30 de marzo al 15 de abril de 2017[33]
- Santa Fe - Paraná:  8 al 24 de junio de 2017[34]
- Jujuy: 18 de agosto al 3 de septiembre de 2017[35][36]

## Edición 2015: «Futuro para siempre»
La quinta edición de Tecnópolis comenzó el jueves 16 de julio, esta vez contando con una pista de patinaje y nuevamente una rampa para deslizarse, ambas atracciones sobre hielo. También contó con un espacio dedicado al Arsat-1, el primer satélite geoestacionario de telecomunicaciones fabricado en Argentina. Además, fue posible acceder a la Montaña de Newton, una montaña rusa dedicada a explicar los descubrimientos del físico inglés. La cuarta edición funcionó hasta el 29 de noviembre y batió nuevamente el récord de convocatoria, superando los 5 millones de visitantes.

### Críticas
El uso político de la muestra alegado por la oposición para fines electorales generó una fuerte polémica. En plena época de campaña electoral, empleados de Tecnópolis, incluyendo uno vestido de Zamba, el personaje de televisión del canal Pakapaka, posaron con un cartel con la inscripción "Porque no quiero perder Tecnópolis, yo voto a Scioli." Ese año, al incorporar un sector dedicado a la historia Argentina en las Islas Malvinas, la cuenta oficial de Facebook recibió ataques organizados por parte de bots británicos y kelpers que consistieron en dar bajas calificaciones, escribir comentarios negativos y atacar comentarios positivos de argentinos.

## Edición 2016: «Punto de Encuentro»
En el año 2016, el presidente Mauricio Macri puso como titular del Sistema Federal de Medios y Contenidos Públicos a Hernán Lombardi, quien definió como Secretaria de Contenidos del Sistema Federal de Medios Públicos -que abarca el Centro Cultural Kirchner y Tecnópolis, entre otros- a Gabriela Ricardes.
Ese año se dispuso el intercambio de contenidos de índole científica y cultural, y el asesoramiento metodológico en lo relacionado con la gestión de eventos y exposiciones.
Asimismo, en febrero de 2016 se oficializó la apertura a espectáculos, muestras y proyectos de filmación privados para la utilización de las instalaciones del espacio.
La edición 2016 se inauguró el lunes 18 de julio y contó con 45.000 visitantes. Se trató de la edición con menos convocatoria. Solo concurrieron durante ese año 2 millones de personas.

### Críticas
Luego del cambio de gobierno, a fines de 2015 se denunció el desmantelamiento de varias estructuras.
También se denunció el despido de más de 100 empleados del parque.
El hecho de la utilización de las instalaciones del espacio por parte de privados fue fuertemente criticado. Asimismo, el sitio Big Bang News afirmó que el canon a cobrar por los distintos tipos de eventos a realizarse dentro del predio «es 23% más barata que La Rural».
En 2016, generó controversia la imagen de una estructura de Zamba destruida, y por el presunto desmantelamiento del parque temático de Pakapaka, situado dentro de la muestra. El ministro del Sistema Federal de Medios y Contenidos Públicos, Hernán Lombardi, aseguró que «el estado en que se encontraba no era seguro, Zamba estaba podrido por dentro».
Sin embargo, en la edición 2016 se removieron entre otras atracciones, el mini parque temático infantil educativo Mundo Zamba y la atracción de Aerolíneas Argentinas, la experiencia de volar.

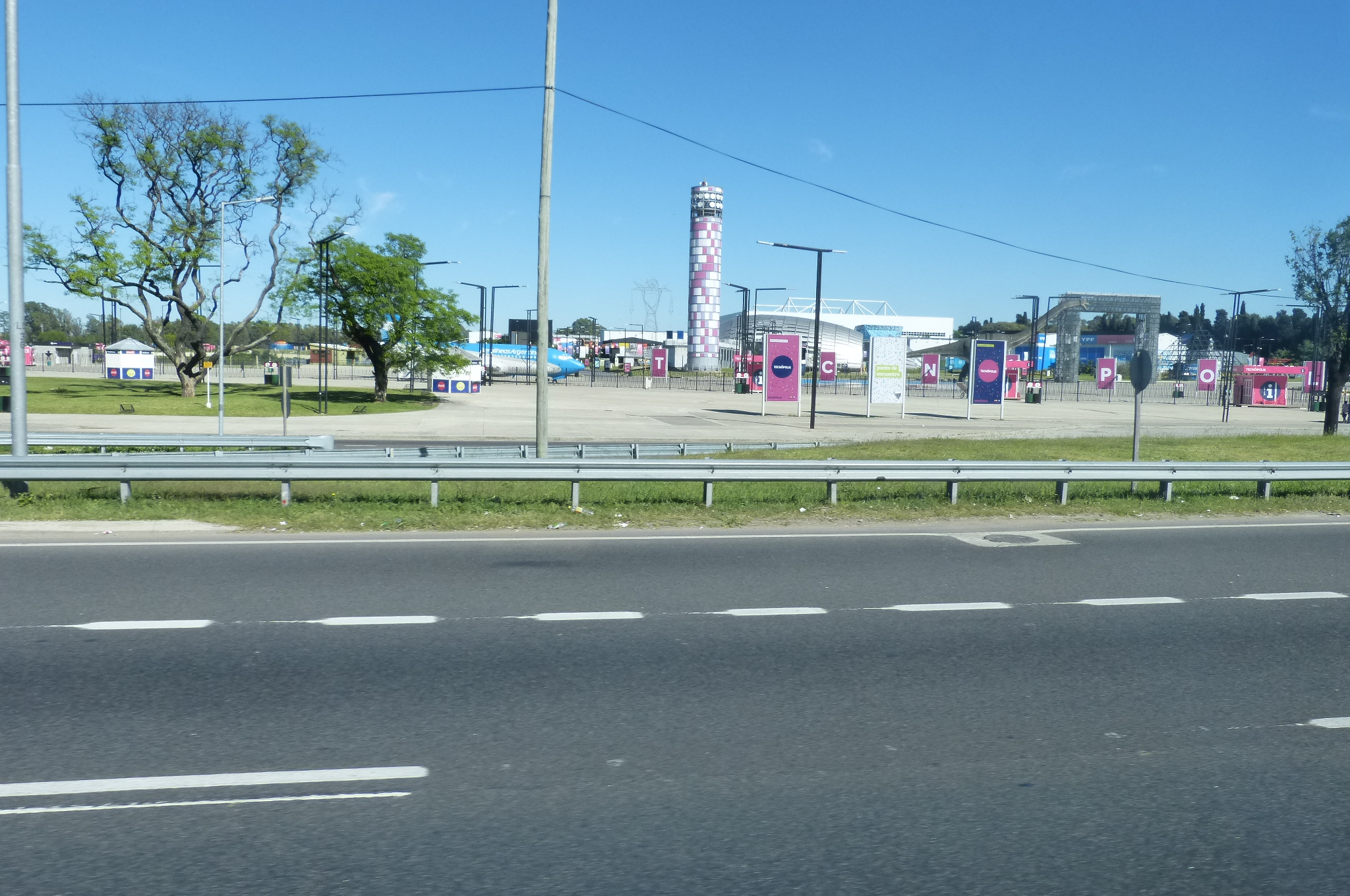
Vista exterior de Tecnópolis (2016)

En la edición 2016 varios puntos de las diferentes instalaciones generaron controversias. Entre ellas, se criticó que dentro de los cambios realizados en la «Plaza de la Memoria», donde se rememora la dictadura cívico militar, donde se instaló una muestra sobre la CONADEP donde se sostiene que «hubo 8960 desaparecidos durante la última dictadura cívico militar». Posteriormente un grupo de jóvenes se manifestó en contra la decisión del Gobierno de negar los 30 mil desaparecidos.
Otra de las atracciones que generó polémicas fue la nueva instalación de la atracción del «Club de Estilo», en el lugar donde se encontraba el stand sobre la energía nuclear perteneciente a la Comisión Nacional de Energía Atómica. Las críticas giraron en cuanto al carácter misógino y el fomento de estereotipos machistas de la instalación donde se «invita a vivir la experiencia de una It girl».
El sábado 1 de octubre el parque abrió dos horas antes sus puertas para uso exclusivo de hijos de funcionarios, entre ellos ministros y secretarios de gobierno. A raíz de ellos los visitantes debieron esperar la finalización del evento. Asimismo, durante la semana anterior se mantuvieron cerradas zonas para preparlas especialmente y se armaron espacios que, luego de que fueron usados, fueron desarmados. Esto se trató de un hecho inédito en la historia del parque. A raíz de ellos los funcionarios fueron denunciados penalmente. Entre ellos Esteban Bullrich, Hernán Lombardi y Carlos Mac Allister, por los delitos de "malversación de fondos públicos y peculado".

## Tecnópolis Federal
Tecnópolis Federal denominó a la versión itinerante de la tradicional muestra, que recorre distintos puntos del país.
Lugares por los que pasó la muestra:
- Salta: 3 al 20 de junio de 2016.[30]
- Santiago del Estero: 19 de septiembre al 5 de octubre de 2016[31]
- La Rioja: 10 al 26 de noviembre de 2016.[32]
- Posadas: 30 de marzo al 15 de abril de 2017.[33]
- Santa Fe - Paraná:  8 al 24 de junio de 2017.[34]
- Jujuy: 18 de agosto al 3 de septiembre de 2017.[35]

## Reconocimiento
En 2018, la Fundación Konex reconoció a Tecnópolis con un Premio Konex - Diploma al Mérito como una de las Instituciones Culturales más importantes de la última década en la Argentina.

## Galería edición 2011

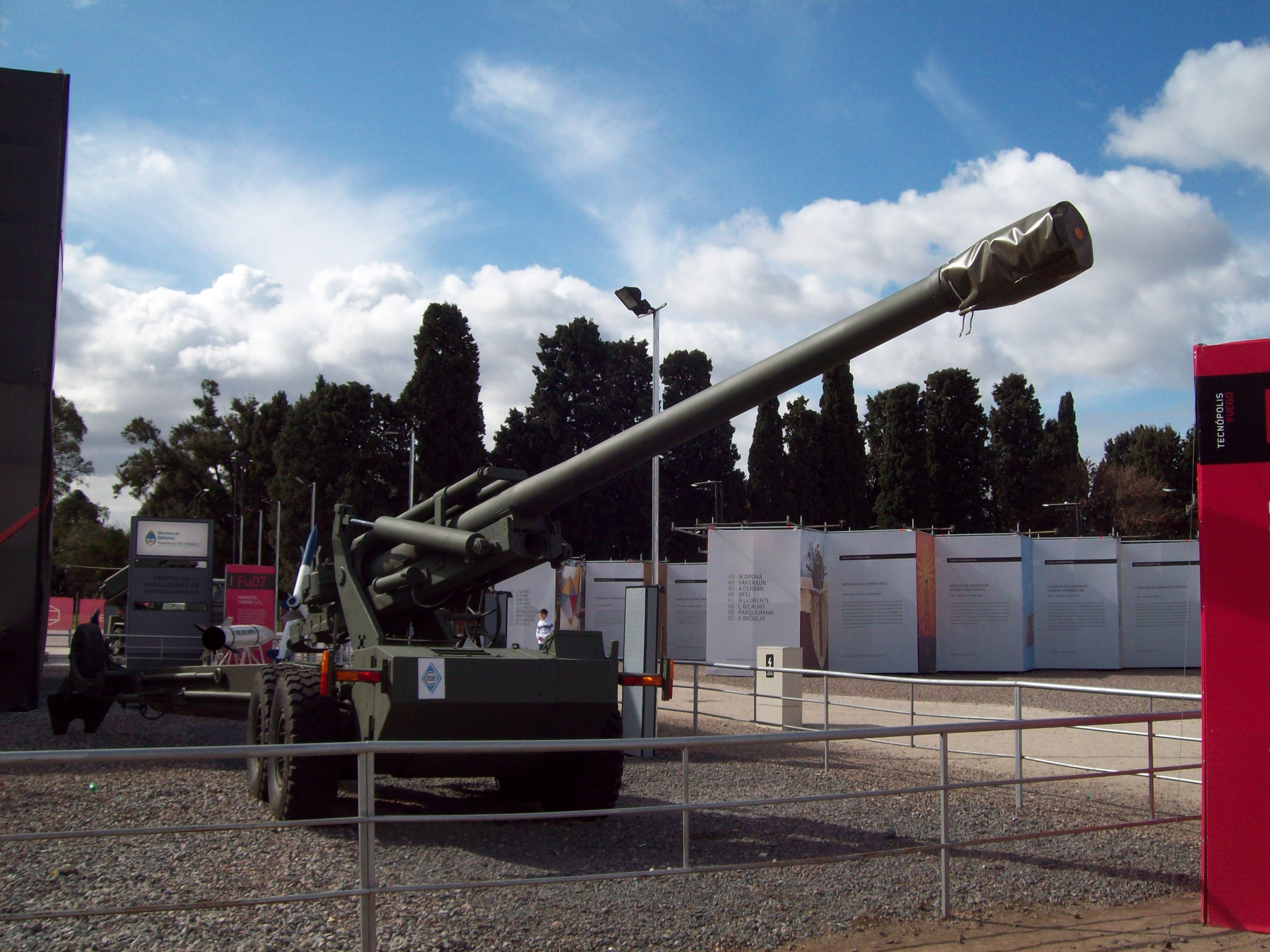
Artillería de 155 mm.
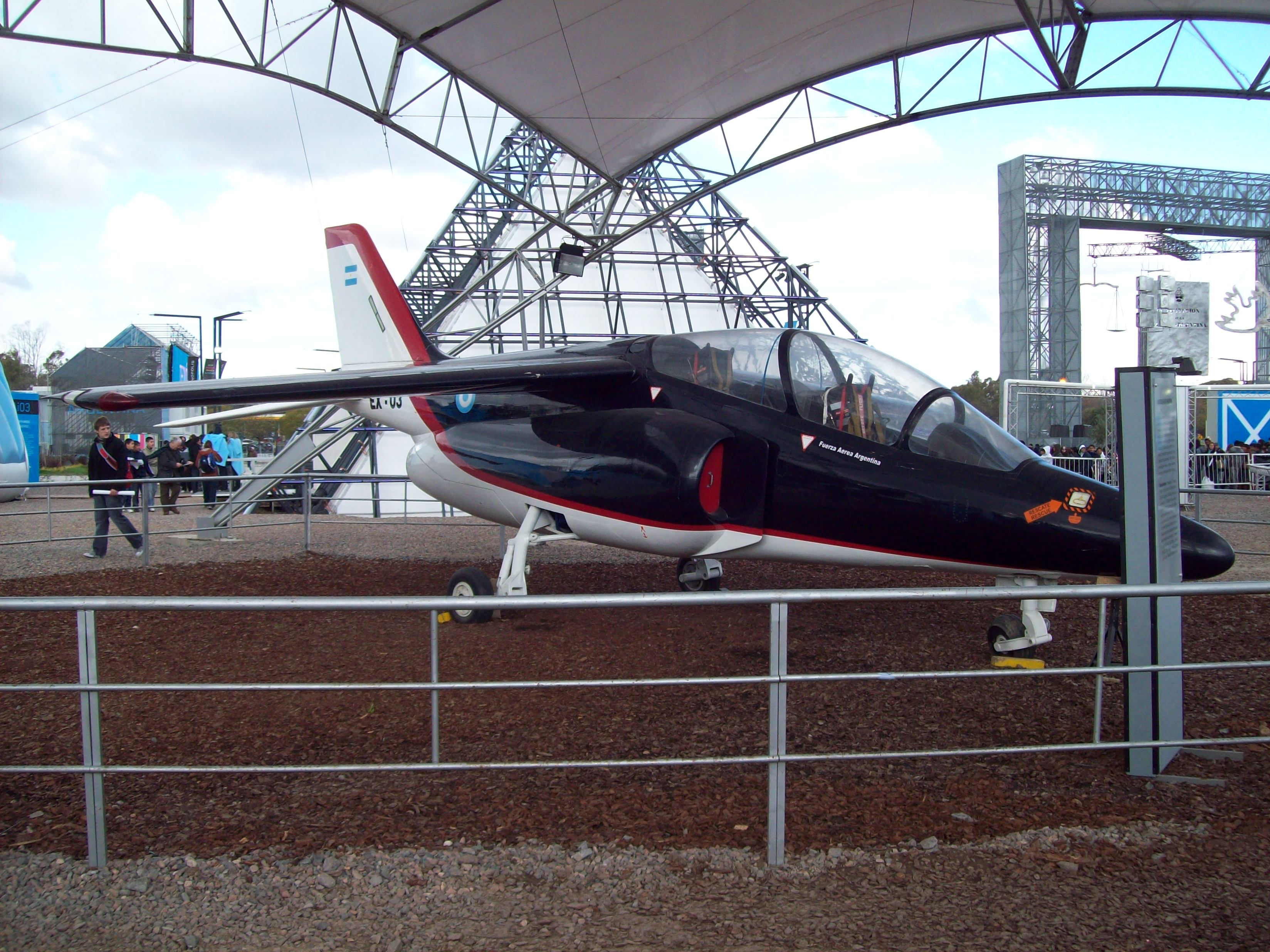
Avión IA-63 Pampa, prototipo EX-03.
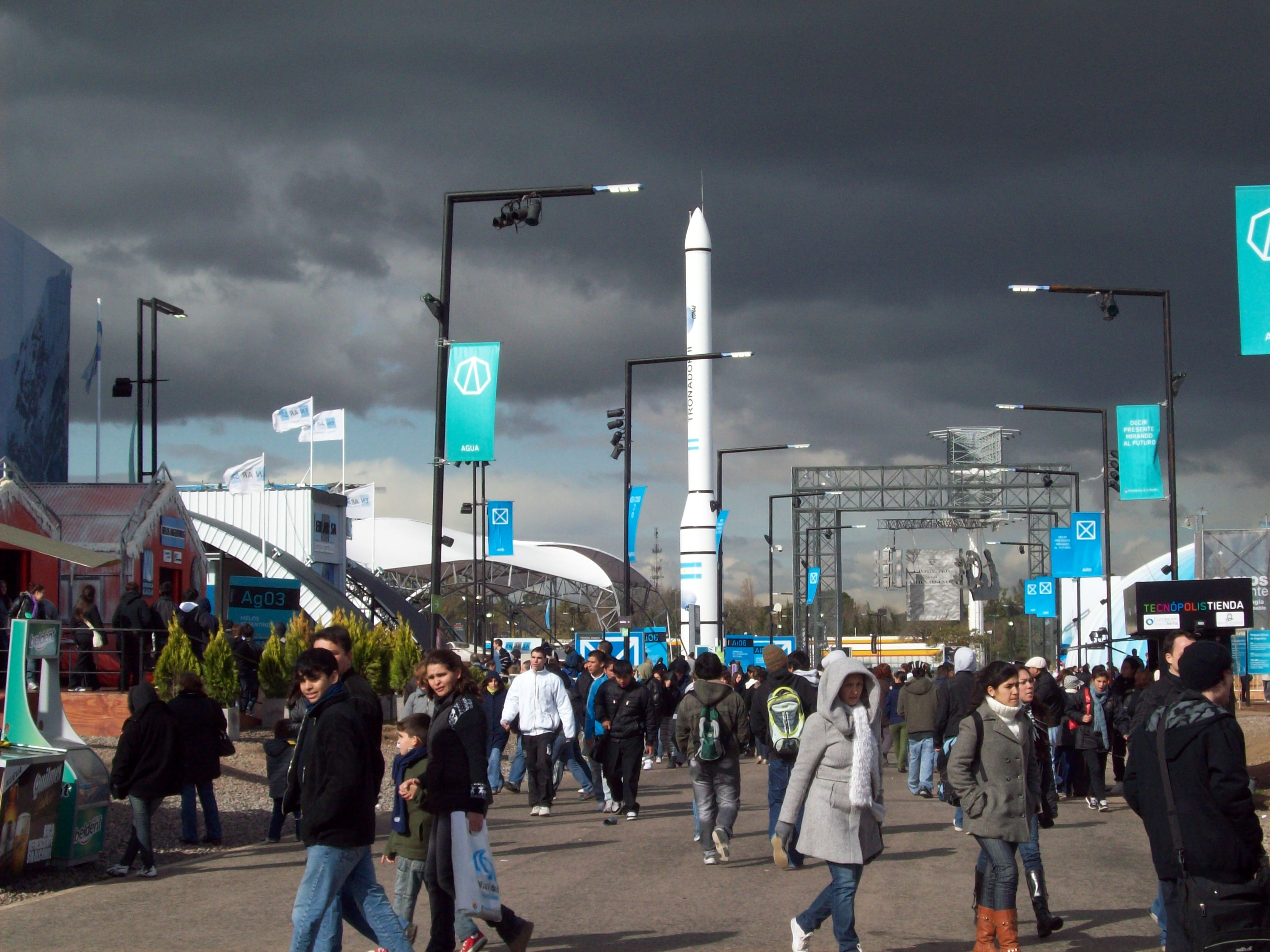
Vista lejana del Tronador II.
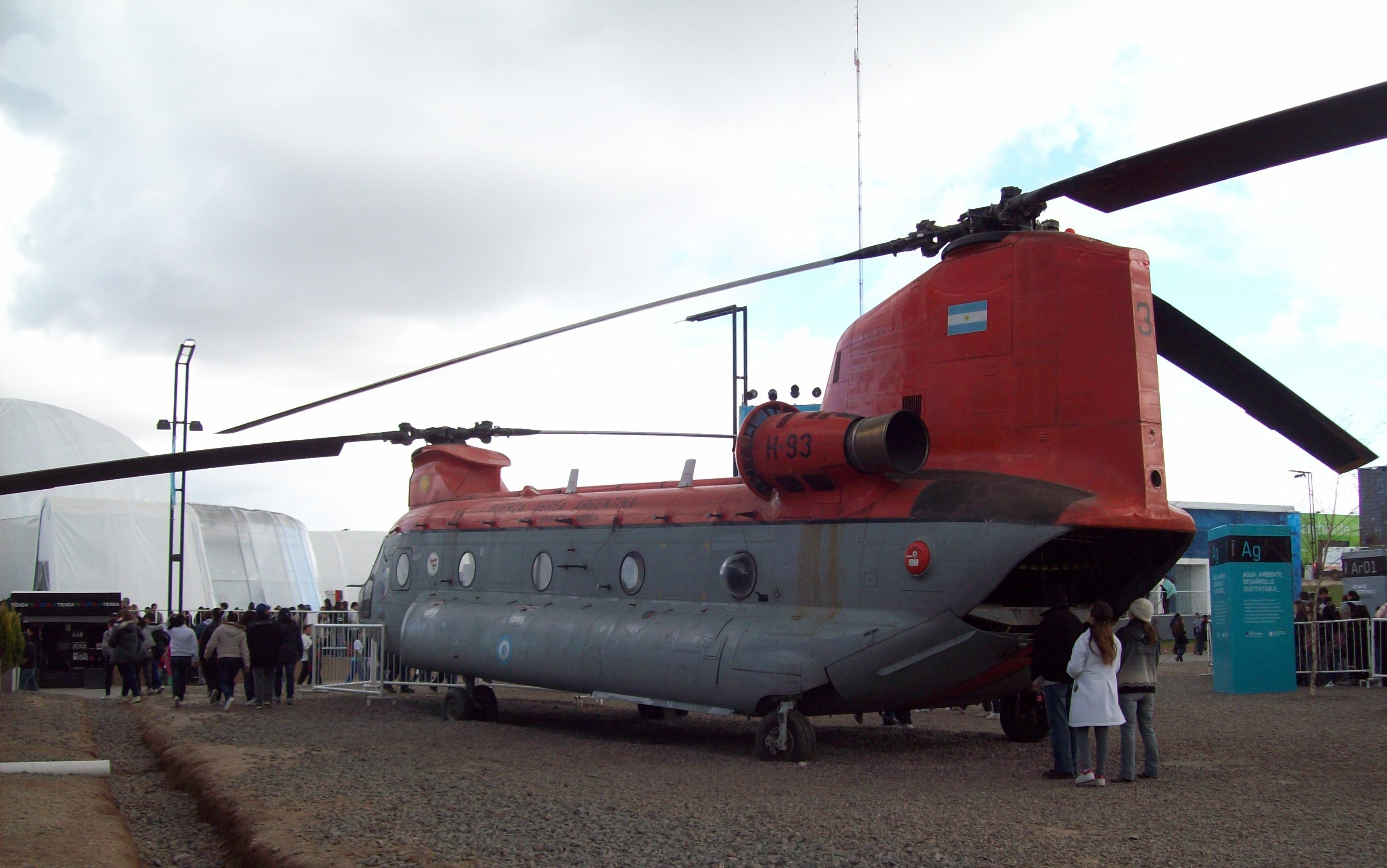
Helicóptero CH-47 Chinook.
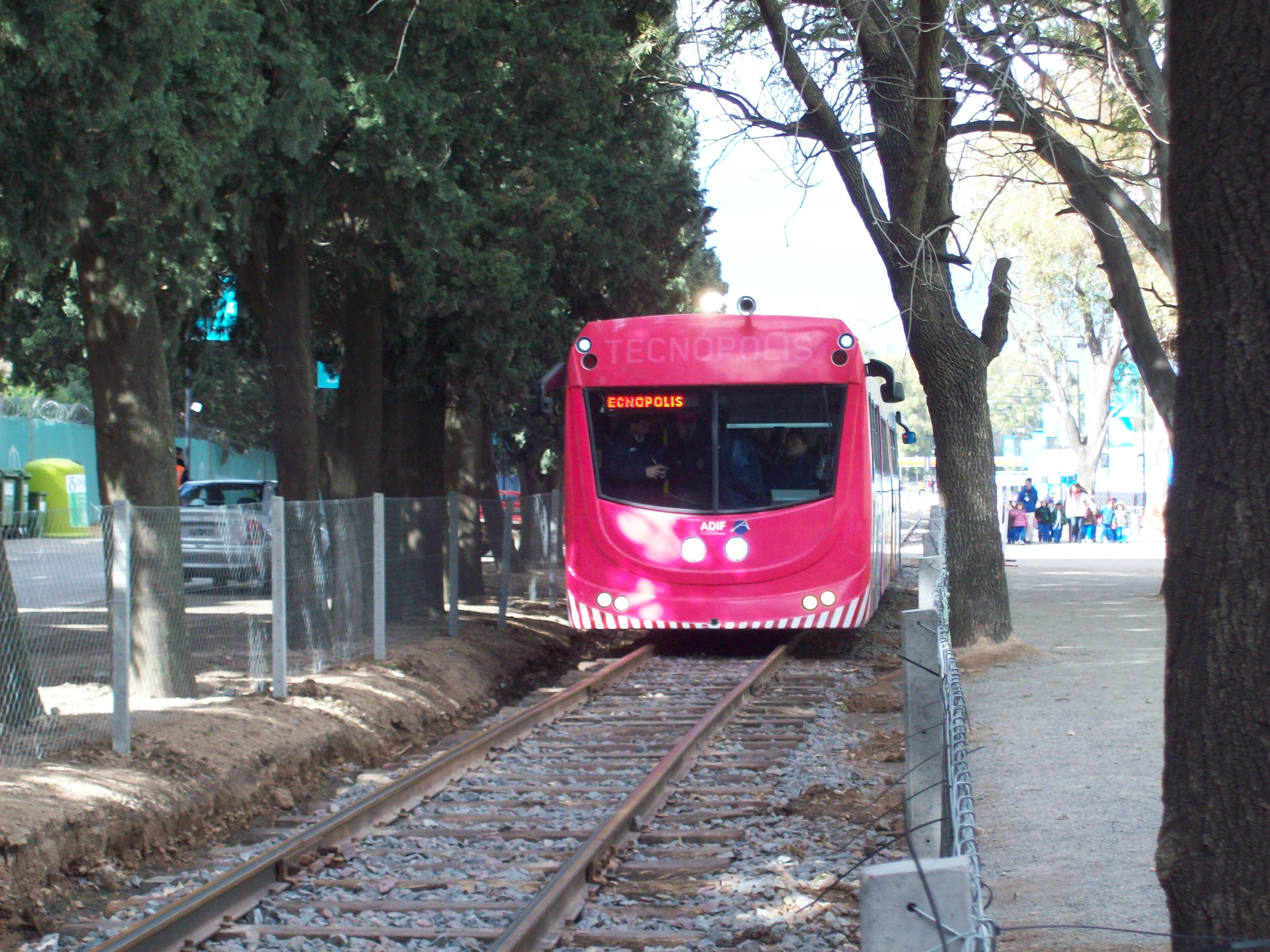
Tranvía TecnoTren de Tecnópolis.
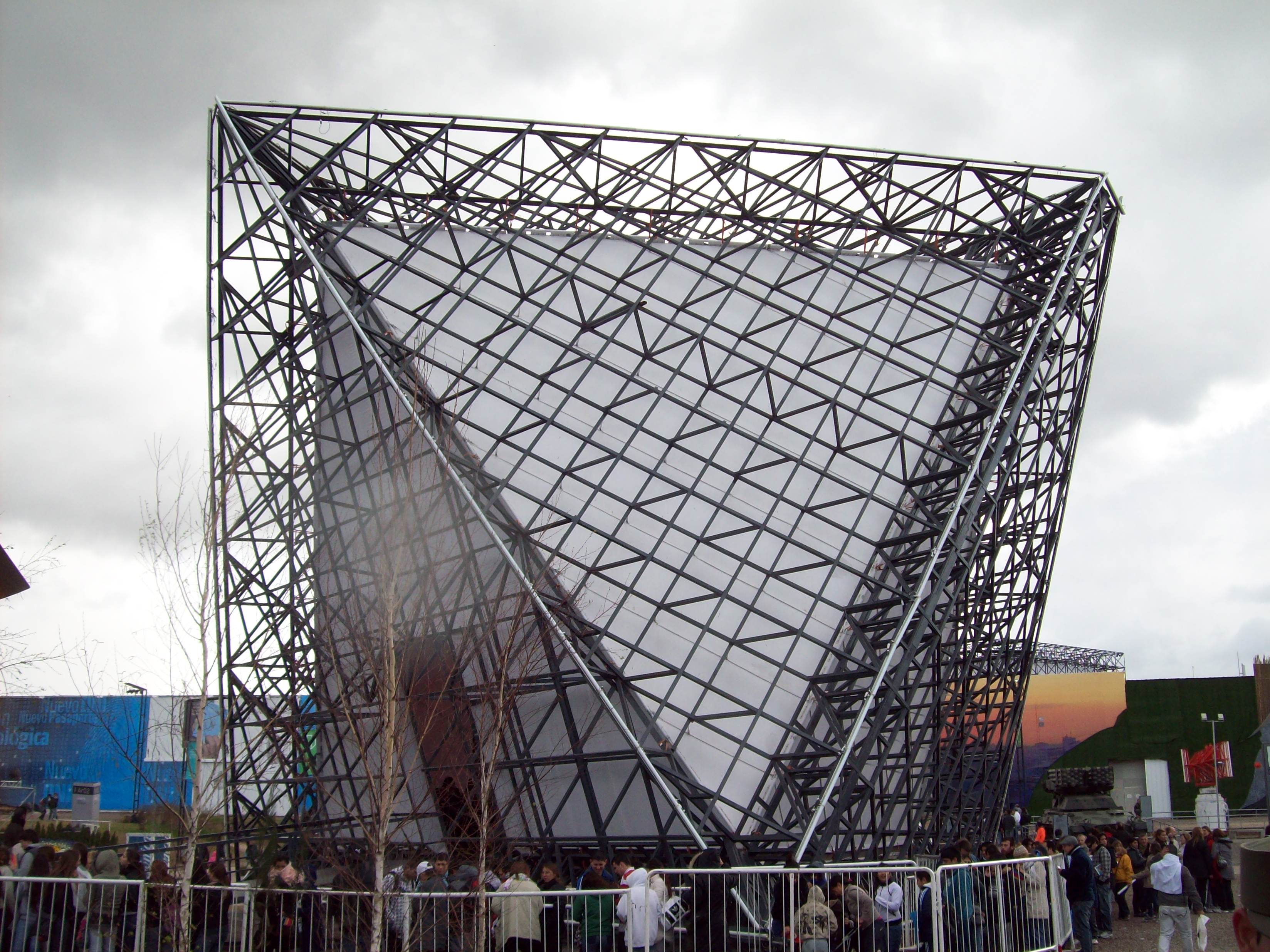
Una de las atracciones de Tecnópolis.
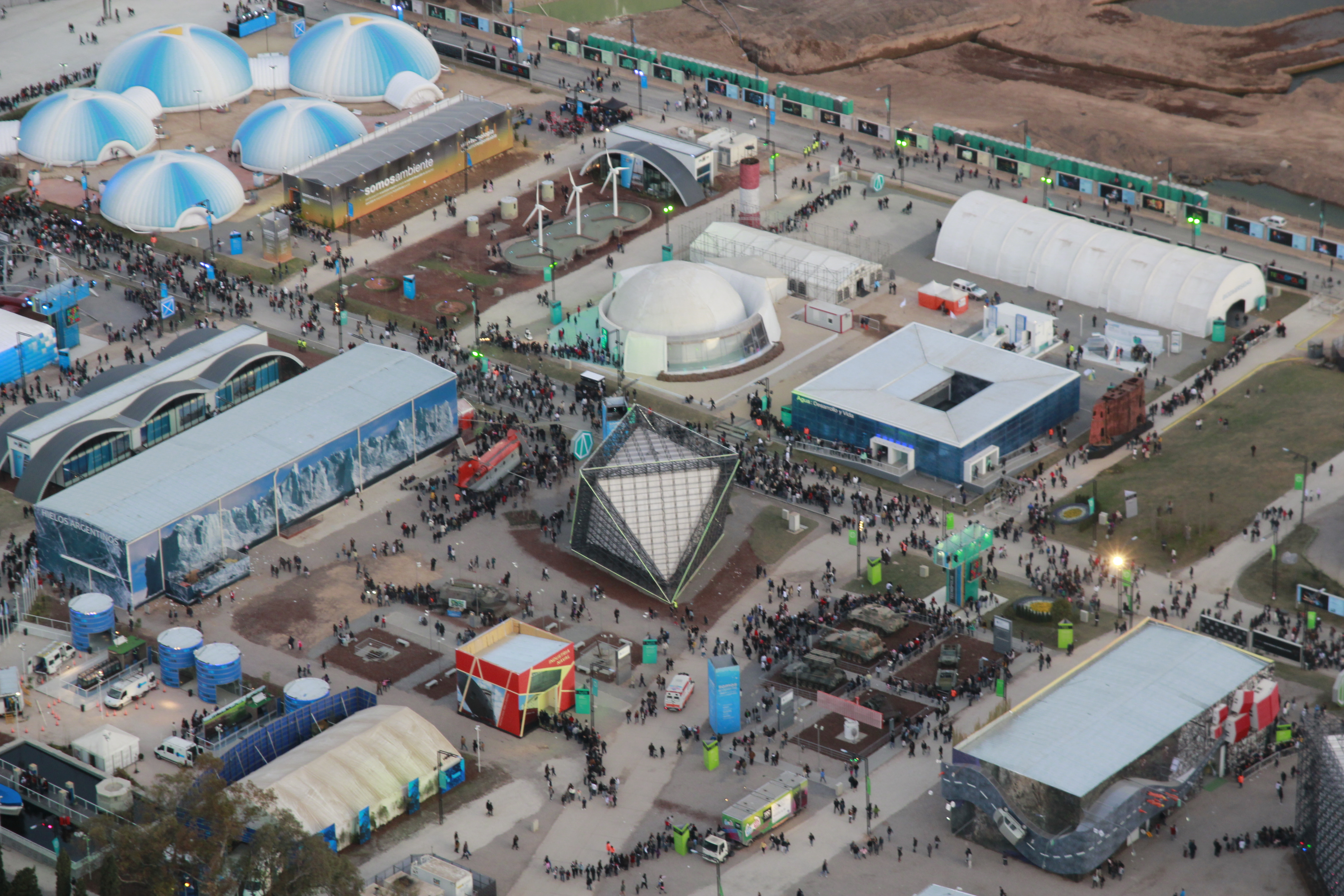
Vista aérea.

## Galería edición 2012

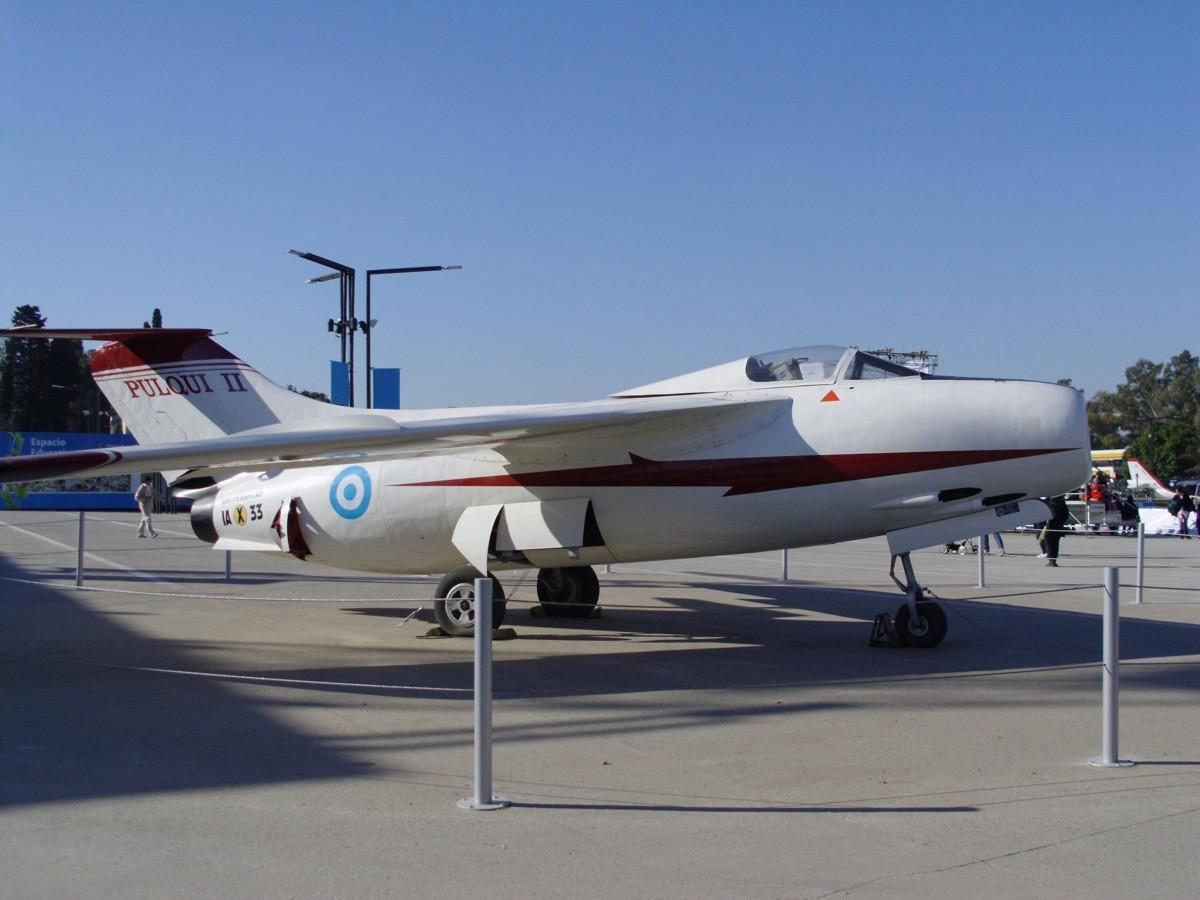
Pulqui II. Avión a reacción diseñado en Argentina en 1950.
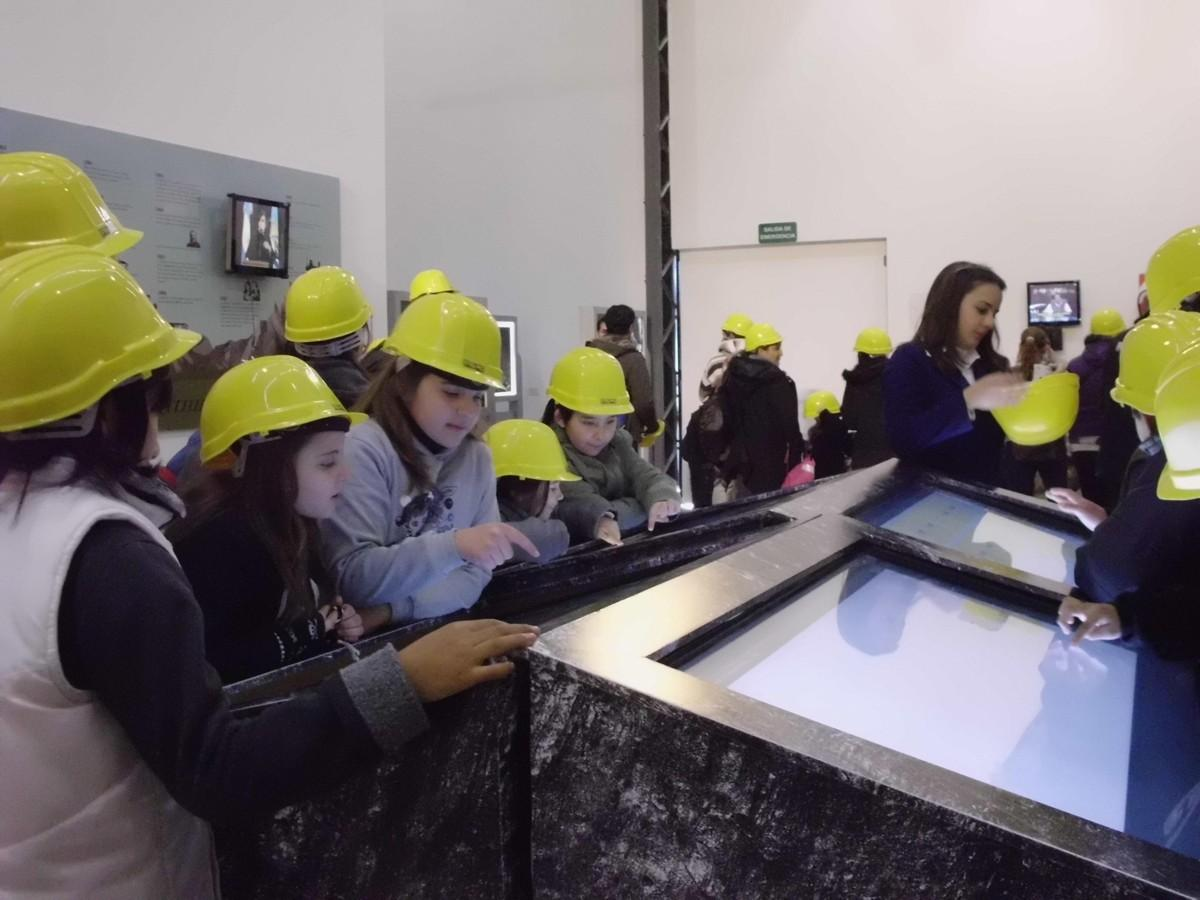
Juegos infantiles en el stand de YCRT.
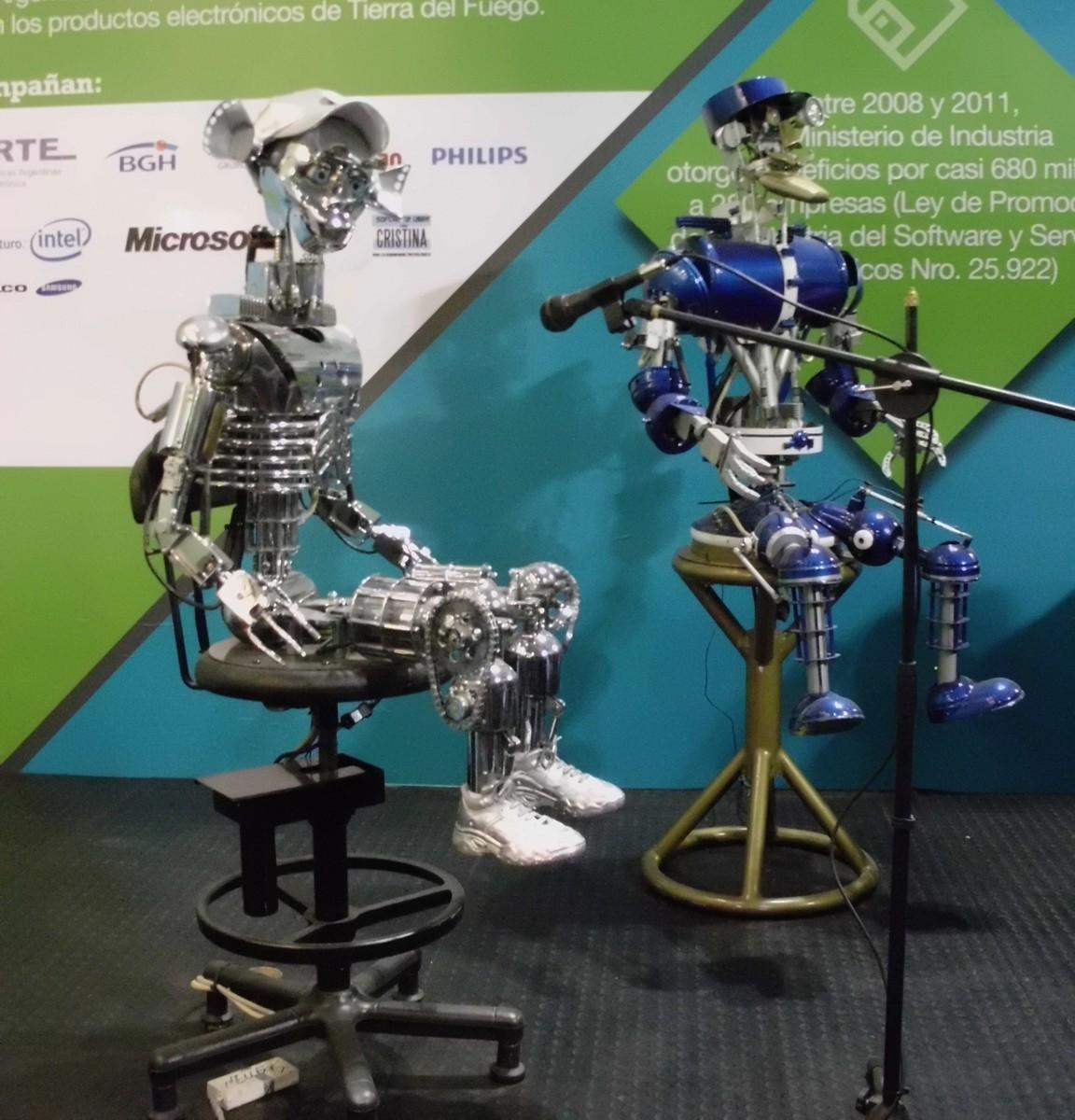
Tecnópolis 2012. Robots parlantes.
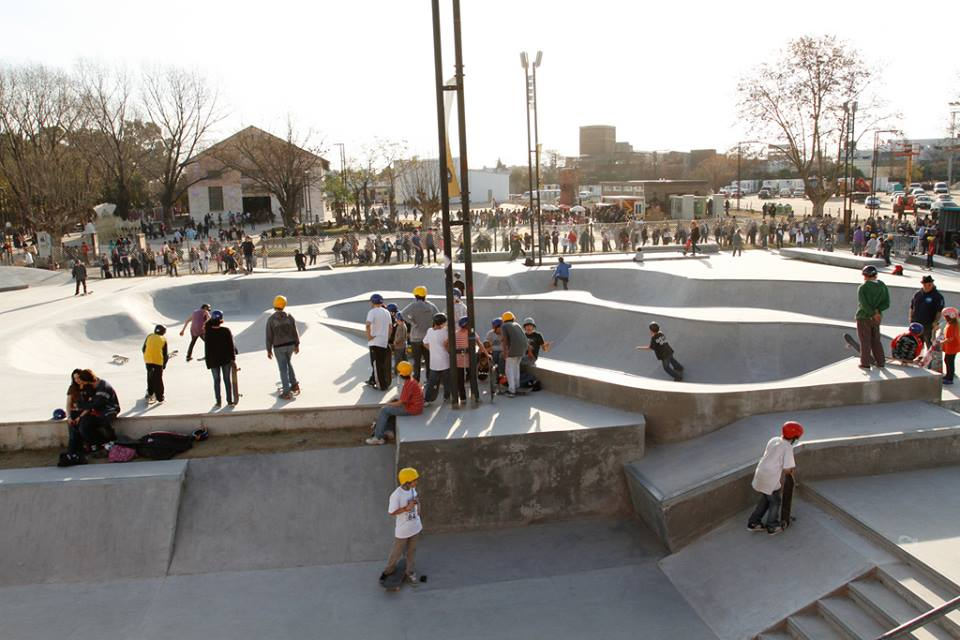
Pista de patinaje en Tecnópolis 2012.